# Ronan Bennett

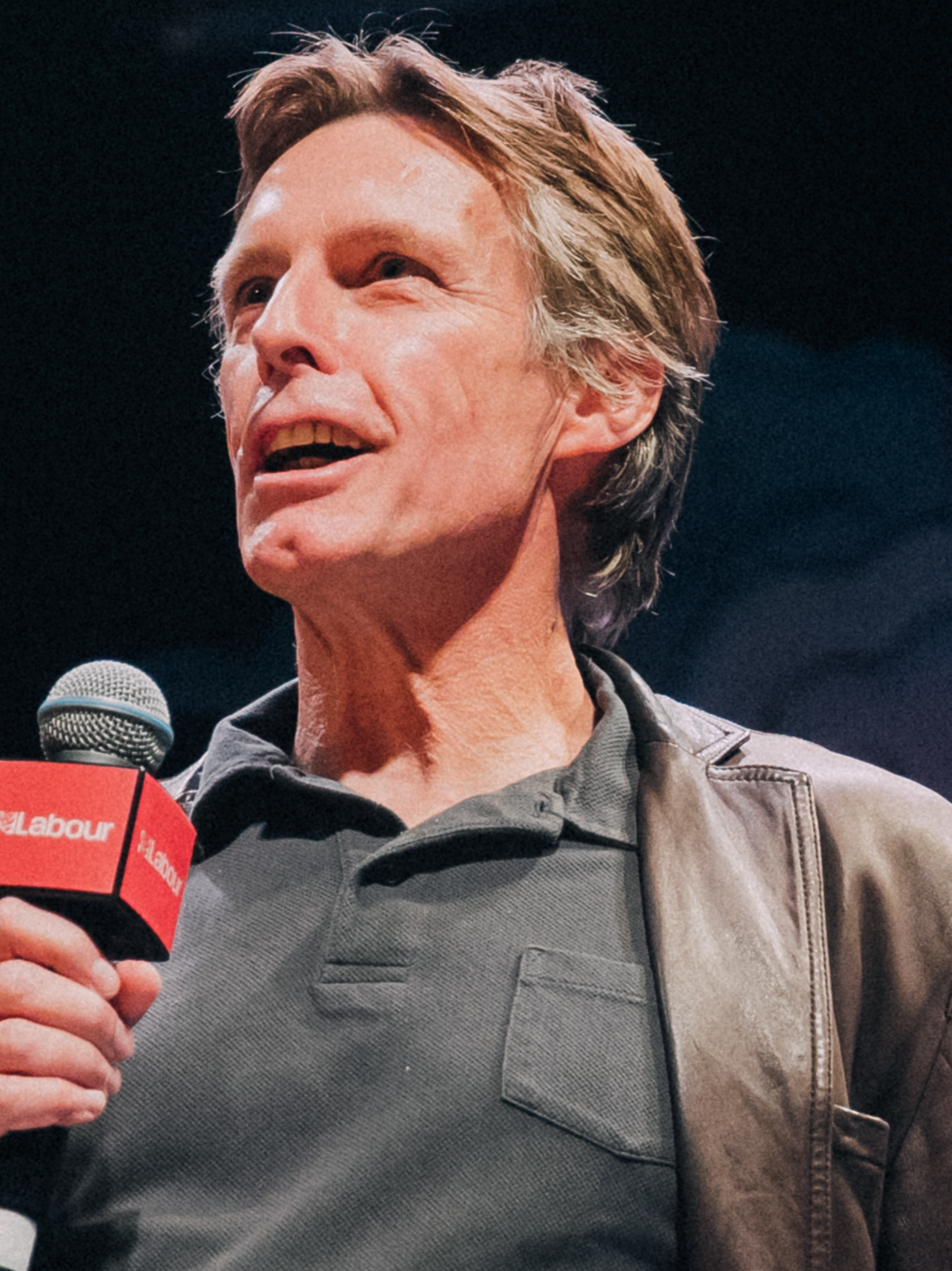
Ronan Bennett

Ronan Bennett (* 14. Januar 1956 in Newtownabbey) ist ein nordirischer Schriftsteller. In Großbritannien und den USA ist er außerdem als Drehbuchautor tätig. Daneben schreibt Bennett regelmäßig für The Guardian und The Observer.

## Leben und Wirken
Bennett wuchs in einer katholischen Familie in Belfast auf. Als Jugendlicher wurde er nach einer Demonstration in seiner Heimatstadt verhaftet und 1974 wegen Mordes an einem Inspektor der Royal Ulster Constabulary zu Unrecht verurteilt. 1975 wurde das Urteil gegen ihn jedoch aufgehoben und Bennett aus der Haft entlassen. 1987 promovierte er am King’s College in London.
Wenngleich er in englischer Sprache schreibt, sieht er sich selbst als irischen Autor. In seinem Erzählwerk greift er zum Teil autobiografische Aspekte auf. Immer wieder behandelt er das Schicksal von Menschen, die ohne eigenes Verschulden plötzlich in ausweglose Situationen geraten.
Für den Gangsterfilm Face aus dem Jahr 1997 schrieb er das Drehbuch. Er hatte die Idee und schreibt Drehbücher für die von ihm produzierte britische Krimi-Drama-Serie Top Boy, die seit 2011 auf Channel 4 und seit 2019 auf Netflix ausgestrahlt wird.
Er lebt mit seinen zwei Kindern im Londoner Stadtteil Hackney. Seine Frau Georgina starb 2014.

## Rezeption
Bennetts Roman The Catastrophist kam 1998 in die engere Wahl für den Whitbread Book Award, Havoc in its Third Year erhielt 2005 die Auszeichnung Irish Novel of the Year.
In seinem Roman Zugzwang (2007) ist die Figur des Avrom Rozental dem historischen Schachmeister Akiba Rubinstein nachempfunden. Die fiktive Geschichte spielt in Sankt Petersburg zu Zeiten des internationalen Schachturniers von 1914, bei dem über den Herausforderer des deutschen Schachweltmeisters Emanuel Lasker entschieden werden soll. Zugzwang erschien zuerst 2006 als Fortsetzungsroman in The Observer.

„Ein Thriller mit einer vielschichtigen Handlung und raffinierten Anspielungen, der an Graham Greene erinnert“

## Politische Einstellungen
Im Oktober 2024 gehörte Bennett zu den Unterzeichnern eines Aufrufs zum Boykott israelischer Kulturinstitutionen, „die an der überwältigenden Unterdrückung der Palästinenser mitschuldig sind oder diese stillschweigend beobachtet haben“.

## Literarische Werke (Auswahl)
- The second prison. Hamilton Books, London 1991, ISBN 0-241-13087-5.
- Über den dunklen Fluß („The catastrophist“). Goldmann, München 2000, ISBN 3-442-72651-4.
- Havoc, in its third year. Bloomsbury, London 2004, ISBN 0-7475-6249-0.
- Overthrown by strangers. Review Publ., London 2005, ISBN 0-7472-6820-7.
- Zugzwang. Roman („Zugzwang“). Berliner Taschenbuchverlag, Berlin 2008, ISBN 978-3-8333-0565-8.
  - Zugzwang. Hörbuch. Hörverlag, München 2007, ISBN 978-3-86717-180-9 (4 CDs, gelesen von Hans Kremer).

## Filmografie
- 1993: Screenplay (Fernsehserie, 1 Folge)
- 1994: A Man You Don’t Meet Every Day
- 1997: Das letzte Attentat
- 1997: Face
- 2001: Rebel Heart (Fernsehserie, 4 Folgen)
- 2001: Lucky Break – Rein oder raus
- 2002: Fields of Gold
- 2002: Do Armed Robbers Have Love Affairs?
- 2004: The Hamburg Cell
- 2008: 10 Days to War (Fernsehserie, 8 Folgen)
- 2009: Public Enemies
- 2011–2022: Top Boy (Fernsehserie, 15 Folgen)
- 2011: Hidden (Fernsehserie, 4 Folgen)
- 2017: Gunpowder (Fernsehserie, 3 Folgen)
- seit 2024: The Day of the Jackal (Fernsehserie)
- seit 2025: MobLand – Familie bis aufs Blut (MobLand, Fernsehserie)